# Fundamental (Puya)
Fundamental è il secondo album in studio del gruppo musicale portoricano Puya, pubblicato nel 1999 dalla MCA Records.

## Tracce
1. Oasis – 3:44
2. Fake – 4:08
3. Fundamental – 4:03
4. Montate – 3:45
5. Whatever – 4:06
6. Retro – 4:52
7. Keep It Simple – 5:00
8. Sal pa' fuera – 3:34
9. Remora – 2:03
10. Trinidad – 3:03
11. Solo – 5:02
12. No inventes – 3:27

## Formazione
- Sergio Curbelo - voce, percussioni
- Ramón Ortíz - chitarra
- Harold Hopkins - basso
- Eduardo Paniagua - batteria